# Alaric II
Alaric II (? - Vouillé 507) anomenat «el Jove» per Procopi, va ser rei dels visigots entre el 484 i el 507, al capdamunt del regne de Tolosa durant el període de federació amb l'Imperi Romà. Fill i successor d'Euric, Alaric és recordat com el monarca que va ser derrotat pels francs de Clodoveu en la batalla de Vouillé el 507, a partir de la derrota de la qual el regne visigot es replega a Hispània i perd els territoris de la Gàl·lia, tret de la regió de Septimània.
Per a la historiografia, tradicionalment, Alaric II fou un monarca feble i desmereixedor de ser successor d'Euric, a qui, en canvi, se l'ha vist com un bon rei. No obstant això, darrerament la figura d'Alaric és més ben considerada pels èxits del seu regnat, com la fructífera aliança militar amb Teodoric el Gran, aleshores el més poderós dels reis germànics. A més, introduí nous i importants codis legislatius. Així mateix va reforçar el poder reial, seguint l'exemple del seu pare, i estengué els dominis del regne en busca d'estabilitzar el poder visigot a través de la creació d'un estat unitari on s'integressin, mitjançant especialment amb el corpus legal, la població autòctona romana. A més, va instituir una nova i avançada política religiosa, que va posar les bases del que serien els concilis eclesiàstics, establint un marc institucional per a les relacions entre Estat i Església amb continuïtat després de la derrota enfront dels francs de Clodoveu a Vouillé, episodi final del seu regnat que marcà un tractament historiogràfic negatiu des dels temps d'Isidor de Sevilla.

## Ascens al tron
Segons Isidor de Sevilla, Alaric va prendre possessió a Tolosa del tron visigot el 28 de desembre del 484, un any després de la mort a Arle d'Euric per causes naturals. No obstant això, els registres de l'any de regnat posteriors no coincideixen en aquest relat, i actualment és unànime l'opinió que la successió hagué de produir-se automàticament i amb normalitat, sent ratificat pels nobles visigots. A diferència dels seus predecessors, Euric havia mort d'una forma no violenta i sense que ningú dubtés de la seva autoritat reial, quelcom que va facilitar les coses a Alaric. El nou rei era un home ambiciós, que va voler anar més enllà que el seu pare a l'hora de consolidar i, fins i tot, expandir, el seu regne. No obstant la situació de tranquil·litat, va preferir no residir a Arle, on vivia una poderosa aristocràcia, i va decidir residir algunes temporades a Narbona, on va realitzar nombroses reformes per condicionar el palau i acomodar a la cort.

## Política interior

### Acció legislativa
Sota el seu regnat també fou feta la recopilació de lleis romanes, coneguda com a Breviari d'Alaric, aplicable només als hispanoromans (506), dirigida pel noble Goiaric. El mateix any 506 va organitzar una reunió per als bisbes catòlics de la Gàl·lia: el Concili d'Agde, a la Narbonesa. Aquest concili havia de permetre integrar els bisbes romans catòlics en el marc del govern del regne, que estava comandat per arians, una política molt diferent a la del seu pare, que sempre fou hostil a l'Església, però Alaric va reconèixer el potencial de la institució com a futura incorporació. Malgrat que no es va arribar a celebrar mai a causa de la derrota davant dels francs, va ser el precedents dels futurs concilis del regne visigot, i de les relacions entre església i estat.
L'exèrcit, com havia fet el seu pare, va tenir com a generals a personalitats godes, però també romanes, una situació que es va mantenir també al segle vi, i que afectà no només als alts càrrecs militars, sinó també al gruix de les tropes, que van estar formades per molts romans autòctons, segons explica Isidor de Sevilla a la seva Recapitulatio, tot i que l'exèrcit visigot no era regular sinó que era convocat quan era necessari.

### Migracions a Hispània
En aquest període, un nombre significatiu de població visigoda comença a emigrar a Hispània, un procés que no estigué exempt d'enfrontaments amb la població autòctona per tal d'apoderar-se de terres; Alaric va donar suport a aquest procés i es dugueren a terme campanyes militars. Concretament les migracions es van produir el 494 i després de nou el 497 s'observen els primers signes de la immigració visigoda. Abans, per al regne havia estat un territori divers, on hi havia alguns colons de la corona, i que a més servia com a terreny d'entrenament militar.
Quan Alaric II inicià una ofensiva al nord, contra els francs, alhora es van produir seriosos aldarulls a la vall de l'Ebre que van dificultar-ho. La revolta fou sufocada el 497 amb gran brutalitat. El seu cabdill, Burdenelus, que s'havia proclamat rei o emperador, va ser empresonat i dut a Tolosa, i es diu que va ser introduït en un brau de bronze i cremat a la foguera. Probablement amb relació a la tradició bagauda, aquest descontentament es repetí una dècada després a l'àrea al voltant de Tortosa, reflectint potser els intents de grups regionals, formats bàsicament per classes baixes i mitjans, de defensar-se contra els nouvinguts, la majoria dels quals eren persones notables i propietaris de latifundis –els gots més pobres es van quedar a la Gàl·lia- que en molts casos van incrementar la pressió, aleshores ja molt present, sobre la població autòctona.

## Política exterior

### Relacions amb francs i ostrogots

El regne visigot en temps d'Alaric II

Entr els anys 486 i 487, poc després del seu ascens al tron, es produeixen canvis importants més enllà de les fronteres del regne: els francs de Clodoveu ataquen i conquereixen el Regne de Soissons de Siagri, que ocupava el nord de la Gàl·lia i Bèlgica. Es dona, doncs, un apropament de fronteres entre visigots i francs, tot i que no immediat. Després de la conquesta, Siagri fuig i és rebut a Tolosa. Aquest fet va ser utilitzat tradicionalment com a argument de la feblesa d'Alaric per Gregori de Tours, que diu que poc després Clodoveu va demanar al rei visigot el lliurament de Siagri i si no ho feia amenaçava amb la guerrai els gots, intimidats per les amenaces de Clodoveu, després d'un breu confinament van lliurar Siagri al rei franc, que l'executaria. Segons Herwig Wolfram, el més probable és que durant els primers anys de la conquesta els francs no anessin més enllà del Sena; les terres del nord del Loira, que seguien habitades per la població gal·loromana, serien ocupades pels francs més posteriorment.
Abans de l'any 490, o potser a principis d'aquesta dècada, Alaric va unir-se a Teodoric el Gran i els seus ostrogots en les lluites contra el rei Odoacre d'Itàlia, que és derrotat l'any 493. Aquell mateix any, els dos monarques gots inicien una política d'apropament i d'amistat amb el rei dels francs. Les raons que addueix Herwig Wolfram és que Clodoveu havia completat el seu avenç vers el sud poc abans d'aquell any i tenia ja la seva frontera al Loira. Teodoric va casar-se amb una germana de Clodoveu i casà una de les filles amb el rei franc, amb el mateix objectiu d'aconseguir la pau i l'amistat del monarca. Dins la política visigoda, aquestes relacions s'inclouen en una estratègia internacional més àmplia, on també s'incloïen les relacions amb Teodoric el Gran. Possiblement, Alaric II, va lliurar en aquesta data Siagri a Clodoveu, com a mostra de bona voluntat per tal d'assolir la pau entre els dos pobles, tot i que no descarta que es pogués produir posteriorment, el 502, quan ambdós monarques van signar una nova pau.

### Guerra amb Clodoveu
Vers l'any 496 els visigots prenen Saintes i Clodoveu I va enviar una expedició per recuperar-la, que va resultar més dificultosa del normal perquè en aquell moment es va produir alhora una revolta a la vall de l'Ebre, probablement de tradició bagauda, que calgué sufocar. No obstant això, el poder militar d'Alaric II fou suficient com per enfrontar enemics en dos fronts diferents. H. Wolfram argumenta que la invasió de la Península Ibèrica es produiria en aquestes dates, perquè des d'ençà aleshores comencen a haver-hi migracions visigodes vers Hispània.
En 498, Clodoveu va prendre Bordeus i eventualment, els francs es van retirar. Aleshores els visigots van aprofitar l'avinentesa per passar a l'ofensiva i obligà al restabliment de l'amistat que havia estat pactada antigament, si bé la situació no duraria gaire, perquè al tombant del segle vi, francs i visigots tornaren a entrar en conflicte. Als regne dels burgundis sorgeixen lluites internes en el clan reial, un dels bàndols va permetre l'intrusisme franc en la disputa. Així mateix, el 500, Alaric II va donar suportat al partit legitimista burgundi, que donava suport al rei Gundebald. La contesa va durar poc, l'any següent els visigots ja havien vençut els francs, i molts d'ells van acabar empresonats a Tolosa. Com a recompensa, el rei burgundi va cedir la ciutat d'Avinyó a Alaric. Les converses de pau entre visigots i francs, però, es van fer esperar fins al 504, Alaric i Clodoveu es van trobar en una illa del Loira, prop de la ciutat d'Amboise per mediació de l'ostrogot Teodoric el Gran. Allà van posar fi, teòricament, a les guerres que havien tingut els dos regnes almenys des de la dècada del 490. Aquests escenari de pau, recorda Wolfram, rememora les converses entre el jutge got Atanaric i l'emperador Valent en una illa del riu Danubi i comenta que, si bé és possible que aquesta tradició encara sigui recordada, el que és segur és que un dels propòsits de la reunió entre Alaric i Clodoveu fou posar de manifest que ambdós monarques eren iguals en rang i poder.

### Ofensiva final franca

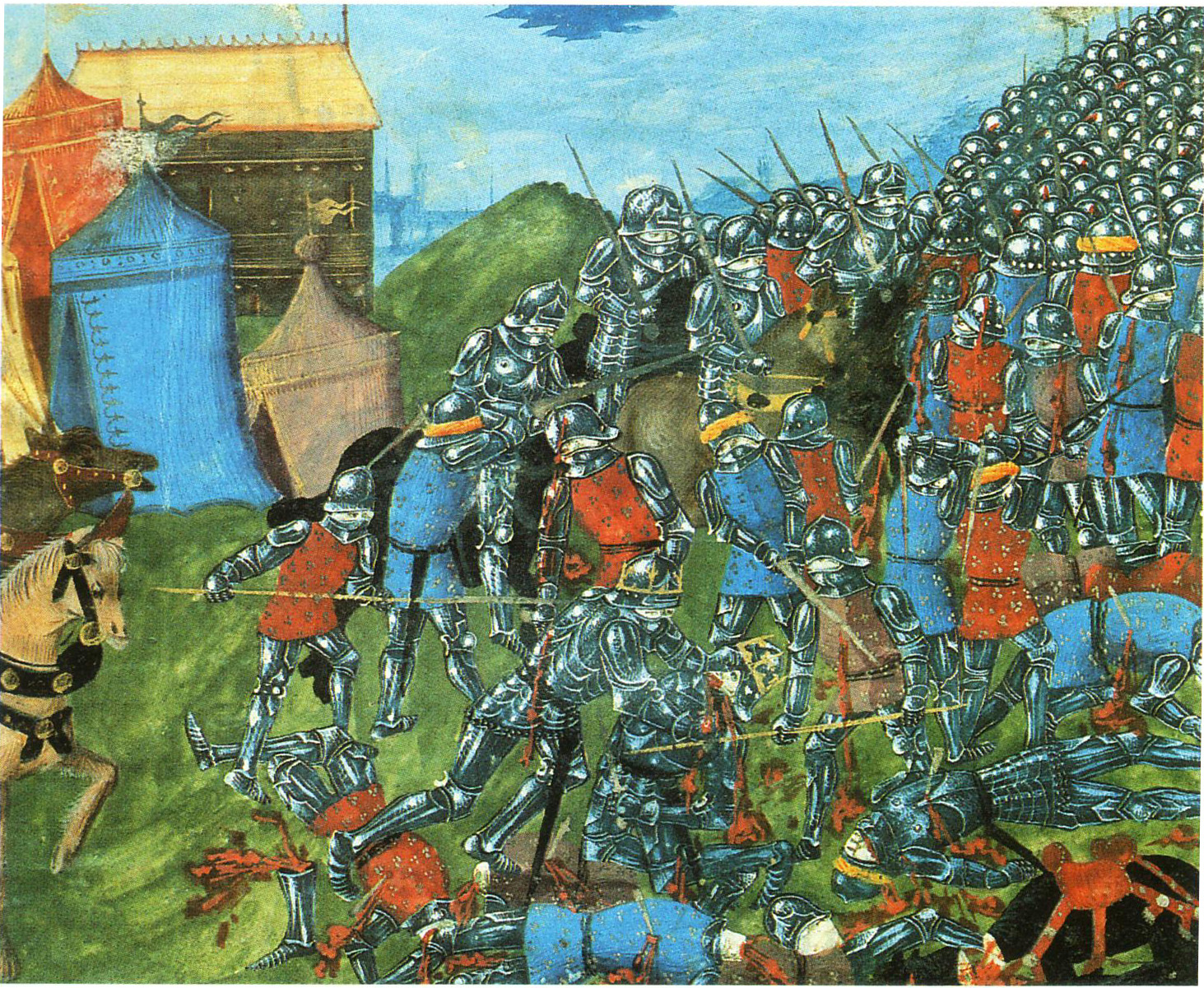
Representació medievalitzada del de la batalla de Vouillé (Biblioteca Nacional de França)

Tot i haver pactat la pau, aquesta durà molt poc i ben aviat s'inicià una nova ofensiva, aquesta vegada del bàndol dels francs. Segons Gregori de Tours, Clodoveu atacà Alaric perquè era arrià i el rei franc no volia tenir un veí seguidor d'una heretgia. Teodoric el Gran va advertir a Clodoveu que defensaria a Alaric en cas d'atac. També va avisar a Alaric per tal que no provoqués els francs. Els hèruls occidentals, els barns, i el turingis també se'ls va recordar el deute que tenien amb Euric, se'ls demanà que exercissin pressió sobre els francs salis, que estaven instal·lats al llarg del curs baix del Rin. Els francs estaven aliats amb els burgundis, els quals Teodoric va aconsellar d'abandonar una aliança suïcida, però fou en va. Mentrestant, Alaric va contenir les seves forces, però aquesta espera no va tenir èxit. L'amenaça de Teodoric d'intervenir pel seu gendre no va espantar Clodoveu, perquè el rei ostrogot tenia vaixells de guerra romans d'Orient davant les costes italianes que amenaçaven en desembarcar les seves tropes a terra. Així, els ostrogots no podrien intervenir a la Gàl·lia.
Segurament, en aquesta data, Alaric havia utilitzat massa recursos econòmics del regne, perquè els darrers anys del seu regnat va estar buscant noves fonts d'ingressos i va envilir la moneda, és a dir, que baixà el seu valor. D'altra banda, també Teodoric el Gran s'adonà de la feblesa del monarca visigot i del seu exèrcit. No obstant això, no cal buscar la resposta d'aquest declivi en la literatura que diu que els exèrcits visigots havien perdut capacitats des dels temps de Teodoric I en la batalla dels Camps Catalàunics. Alaric mateix era conscient de la seva difícil posició, però els magnats van forçar-lo a oferir resistència en batalla. A Vouillé, prop de Poitiers, van lluitar els dos exèrcits, ambdós comandats pels monarques, en acabar-se de l'estiu del 507. Els visigots sembla que eren numèricament inferiors i no van ser capaços de fer front als seus enemics. La infanteria franca era massa nombrosa i no es va deixar confondre pels atacs de cavalleria lleugera d'estil nòmada, amb l'estratègia d'atacar i retirar-se, entre altres maniobres. Alaric II va morir en batalla, suposadament en mans del mateix Clodoveu. La mort del rei i la destrucció de l'exèrcit portà a la fi del regne tolosà, la part del sud de la Gàl·lia del qual, tret de la Septimània, va quedar per als francs.

## Successió
La mort d'Alaric II i les conseqüències de la batalla de Vouillé van causar una gran commoció entre els visigots, que veieren com s'esfondrava la imatge d'un regne fort i poderós. A més, s'obria el debat sobre la successió d'Alaric; durant el segle v, la pràctica habitual fou escollir un successor major d'edat i amb experiència militar. Per desgràcia, Alaric, d'una banda només deixà un fill legítim: Amalaric, fruit del seu matrimoni amb Tiudigota, filla de Teodoric el Gran, però que no complia els requisits, car era menor d'edat; però, per l'altra, tenia un fill bastard: Gesaleic, que complia els requisits de la successió. Malgrat vulnerar els drets hereditaris del fill legítim, a causa de la minoria d'edat d'Amalaric, i per poder reconduir la situació després del desastre de Vouillé, s'escollí com a rei a Gesaleic.
Això no va ser del gust de l'avi d'Amalaric, Teodoric. No s'oposà al nomenament del nou rei, però si va esperar que es presentés el moment adequat per afavorir el seu net. L'avinentesa es presentà el 511, quan els burgundis van atacar la nova capital del regne, Narbona. Relata Isidor de Sevilla que Gesaleic va protagonitzar una ignominiosa fugida a Barcelona, i això fou aprofitat per Teodoric per defensar els drets del seu net al tron. Amalaric residia aleshores a Carcassona, ciutat que estava sent assetjada pels francs perquè una part del tresor reial visigot, segons Procopi, es trobava allà dipositat. Teodoric aconseguí salvar tant al seu net i el tresor amb el forçament de l'aixecament de setge. Després va fer mala propaganda de Gesaleic, el qual tampoc es trobava segur a Barcelona, perquè s'havia desfet de diverses personalitats de la cort.
La solució fou de caràcter militar, entre les tropes de Gesaleic, possiblement amb la col·laboració del rei vàndal Trasamund, i les tropes ostrogodes de Teodoric. La derrota del Gesaleic va permetre la successió en Amalaric, del qual n'exercí la regència des de Ravenna a través de generals i funcionaris, una situació que va ser ben acceptada pels visigots.